# هری پاتر و محفل ققنوس
هری پاتر و محفل ققنوس (به انگلیسی: Harry Potter and the Order of the Phoenix)، پنجمین کتاب از مجموعه داستان‌های هفت گانهٔ هری پاتر نوشتهٔ جی کی رولینگ است. این کتاب طولانی‌ترین رمان این مجموعه‌است و نسخهٔ آمریکایی آن از ۸۷۰ صفحه تشکیل شده و ترجمهٔ فارسی آن حدود ۱۲۵۰ صفحه تشکیل شده‌است. این رمان در ایران توسط انتشارات کتابسرای تندیس با ترجمهٔ ویدا اسلامیه در سه جلد به چاپ رسید.

## خلاصهٔ داستان
ماجرای این رمان پس از بازگشت لرد سیاه اتفاق می‌افتد. جمعی از جادوگران گروهی را به ریاست آلبوس دامبلدور به نام محفل ققنوس تشکیل می‌دهند که برای مبارزه با ولدمورت آماده شوند. این کتاب یکی از سیاه‌ترین و تلخ‌ترین ماجراهای هری پاتر است. در پایان کتاب رولینگ، خوانندگانش را با سازمان اسرار آشنا می‌سازد که بسیار شگفت‌انگیز است. در وزارت سحر و جادو نبرد اعجاب آوری بین لرد ولدمورت و آلبوس دامبلدور روی می‌دهد و سرانجام خوانندگان در می‌یابند که ولدمورت برای پیشگیری از پیشگویی که سبیل تریلانی (یکی از استادان پیشگویی مدرسه هاگوارتز) در آن اعلام کرده بود که تنها کسی که می‌تواند ولدمورت را شکستی ابدی بدهد در واپسین روز ماه ژوئیه به دنیا آمده‌است و پدر و مادر این پسر پیش‌تر سه بار در برابر ولدمورت مقاومت کرده‌اند.

در این داستان دلورس آمبریج که از وزارت سحر و جادو برای تدریس درس دفاع در برابر جادوی سیاه در مدرسه هاگوارتز انتخاب شده‌است، رفته رفته از سوی وزارت سحر و جادو رتبه‌اش بالاتر می‌رود. او قوانین سختی در مدرسه وضع می‌کند. او به عنوان تنبیه، هری پاتر را مجبور می‌کند که با خون خودش روی دستش حک کند که "من نباید دروغ بگویم". در اواخر داستان "فرد و جرج ویزلی " از مدرسه جادوگری هاگوارتز فرار می‌کنند و با این فرار نام خود را زبانزد خاص و عام می‌کنند. در این شماره از مجموعه داستان‌های هری پاتر، نگهبان مدرسه هاگوارتز هاگرید، با خانم ماکسیم به مأموریتی برای صلح میان غول‌ها به سفر می‌روند و با گراوپ برادر غول هاگرید که حتی نمی‌تواند به زبان انسان‌ها صحبت کند بر می‌گردند. هاگرید از هری و هرماینی و درخواست می‌کند که به برادرش الفبا را یاد بدهند. در اواخر داستان بلاتریکس لسترنج پدر خوانده هری یعنی سیریوس بلک را به قتل می‌رساند. آلبوس دامبلدور نیز با لرد ولدمورت در وزارت سحر و جادو درگیر می‌شود.